# Миле, Кристиан
Кристиан Миле (венг. Krisztián Mile; 11 апреля 1983, Кунхедьеш, Яс-Надькун-Сольнок, Венгрия) — венгерский футболист, защитник клуба «Ясберень».

## Клубная карьера
Его первыми клубами являлись «Вац» и «Сольнок». В 2004 году стал игроком «Татабаньи» из Второй лиги Венгрии. Сезон 2004/05 завершился для команды победой в турнире и позволил выступать в чемпионате Венгрии. Вторую половину сезона 2006/07 провёл на правах аренды в «Сольноке». Летом 2007 года перешёл в «Печ», а спустя полгода подписал контракт с клубом «Сольнок».
В 2011 году являлся игроком «Эгри». После чего вновь перешёл в «Сольнок», который выступал во втором дивизионе Венгрии. Летом 2015 года подписал контракт с «Ясберень», где стал игроком основного состава.

## Карьера в сборной
Летом 2017 года возглавлял сборную Закарпатья на чемпионате Европы ConIFA в Северном Кипре. Несмотря на должность главного тренера Миле выступал в качестве игрока на турнире. Первая игра завершилась поражением от хозяев чемпионата — сборной Северного Кипра со счётом (0:1). Затем, венгры Закарпатья сыграли вничью с Абхазией (1:1) и обыграли Южную Осетию (4:1). Таким образом, Закарпатье заняло третье место в своей группе и получило право сыграть в матче за пятое место с Элан Ванин. Встреча завершилась победой венгров в серии пенальти (3:3 основное время и 4:3 по пенальти).
В мае 2018 года был вызван главным тренером сборной Закарпатья Иштваном Шандором для участия в чемпионате мира ConIFA. Команда смогла дойти до финала, где в серии пенальти одолела Северный Кипр (0:0 основное время и 3:2 по пенальти). Украинская ассоциация футбола расценила участие сборной Закарпатья как провокацию и посягательство на авторитет и имидж федерации, вследствие чего Миле как иностранному гражданину был запрещён въезд на Украину.

## Достижения
- Победитель Второго дивизиона Венгрии: 2004/05
- Победитель чемпионата мира ConIFA: 2018